# Stepska klima
| ██ Vruća stepska klima (BSh) ██ Hladna stepska klima (BSk) |

Stepska klima (oznaka BS) prema Köppenovoj klasifikaciji predstavlja jedan od dva osnovna tipa suhih klima. Ova klima čini prijelaz između suhih i vlažnih klima. Od pustinjske klime razlikuje se po ekstremnoj razlici u temperaturi dana i noći. Obilježja ovog tipa klime nalazimo na svih šest stalno naseljenih kontinenata. Stepska klima dijeli se na dva osnovna podtipa ovisno o tome prelazi li prosječna godišnja temperatura zraka 18°C - vruću (BSh) odnosno hladnu stepsku klimu (BSk). 

## Poveznice
- Stepa